# Lijst van personen omgekomen bij een vliegtuigongeval
Dit is een lijst van personen omgekomen bij een vliegtuigongeval.

## Luchtvaart
- Otto Lilienthal, 1896, Duits zweefpionier
- Lothar von Richthofen, 1922, piloot, tijdens WOI Duits gevechtspiloot, broer van 'Rode Baron' Manfred von Richthofen
- Antoine de Saint-Exupéry, 1944, piloot en schrijver
- Juan de la Cierva, 1936, Spaans uitvinder van de autogiro
- Amelia Earhart, 1937, vrouwelijke piloot en pionier (vermist, waarschijnlijk omgekomen)
- Koene Dirk Parmentier, 1948, Nederlands gezagvoerder van de Uiver
- Amy Johnson, 1941, Brits piloot
- Joeri Gagarin, 1968, Russisch kosmonaut
- Jacob Veldhuyzen van Zanten, 1977, Nederlands gezagvoerder
- Steve Fossett, 2007, Amerikaans zakenman, piloot

## Artiesten
- Carole Lombard, 1942, actrice
- Leslie Howard, 1943, acteur (BOAC-vlucht 777)
- Glenn Miller, 1944, orkestleider (vermist, toestel werd mogelijk neergehaald door friendly fire)
- Bobby "Wheezer" Hutchins, 1945, acteur
- Herman de Man, 1946, schrijver
- Ginette Neveu, 1949, violiste
- Jacques Thibaud, 1953, violist (Air France-vlucht 178)
- Pedro Infante, 1957, zanger en acteur
- The Big Bopper, 1959 zanger en diskjockey
- Buddy Holly, 1959, zanger
- Ritchie Valens, 1959, zanger
- Patsy Cline, 1963, countryzangeres
- Cowboy Copas, 1963, countryzanger
- Hawkshaw Hawkins, 1963, countryzanger
- Jim Reeves, 1964, zanger
- Otis Redding, 1967, zanger
- Audie Murphy, 1971, acteur en soldaat
- Jim Croce, 1973, zanger
- Ronnie Van Zant, 1977, zanger van Lynyrd Skynyrd
- Anna Jantar, 1980, Pools zangeres
- Keith Green, 1982, zanger, songwriter en muzikant
- Randy Rhoads, 1982, gitarist
- Stan Rogers 1983, Canadees volkszanger en songwriter (Air Canada-vlucht 797)
- Ricky Nelson, 1985, zanger
- Kyū Sakamoto, 1985, zanger en acteur (Japan Airlines-vlucht 123)
- Daniel Balavoine, 1986, zanger
- Stevie Ray Vaughan, 1990, gitarist en zanger
- Fanfarekorps van de Nederlandse Koninklijke Landmacht, 1996, 23 leden van het korps komen om tijdens de Herculesramp
- John Denver, 1997, zanger
- Aaliyah, 2001, actrice en zangeres
- Melanie Thornton, 2001, zangeres La Bouche (Crossair-vlucht 3597)
- Passion Fruit, 2001 (2 zangeressen van deze meidengroep kwamen om bij Crossair-vlucht 3597)
- Fatma Ceren Necipoğlu, 2009, harpiste (Air France-vlucht 447)
- Joëlle van Noppen, 2010, zangeres (Afriqiyah Airways-vlucht 771)
- Janusz Zakrzeński, 2010, theater- en filmacteur (Vliegramp bij Smolensk)
- Oleg Bryjak, 2015, operazanger (Germanwings-vlucht 9525)
- James Horner, 2015, filmcomponist
- Maria Radner, 2015, operazangeres (Germanwings-vlucht 9525)
- Christian Oliver, 2024, acteur

## Politici
- Arvid Lindman, 1936, Zweeds minister
- Barthélemy Boganda, 1959, president van de Centraal-Afrikaanse Republiek
- Dag Hammarskjöld, 1961, secretaris-generaal van de Verenigde Naties
- Carlos A. Madrazo, 1969, Mexicaans politicus
- Omar Torrijos, 1982, president van Panama
- Samora Machel, 1986, president van Mozambique
- Mohammed Zia-ul-Haq, 1988, president van Pakistan
- Juvénal Habyarimana, 1994, president van Rwanda
- Boris Trajkovski, 2004, president van Macedonië
- Gustavo Vázquez, 2005, gouverneur van Colima (Mexico)
- Juan Camilo Mouriño, 2008, minister van binnenlandse zaken van Mexico
- Aleksandr Lebed, 2008, Russisch politicus
- Lech Kaczyński, 2010, president van Polen (Vliegramp bij Smolensk)
- Andrzej Kremer, 2010, Pools onderminister van Buitenlandse Zaken (Vliegramp bij Smolensk)
- Paweł Wypych, 2010, Pools minister van Buitenlandse Zaken (Vliegramp bij Smolensk)
- Willem Witteveen, 2014, Nederlands Eerste Kamerlid (Malaysia Airlines-vlucht 17)
- Ebrahim Raisi, 2024, Iraans president (Helikoptercrash in Varzaqan (2024)

## Sport
- 18 spelers, twee directeuren, vier stafleden verbonden aan de voetbalclub AC Torino en 7 anderen, 1949, Superga-vliegramp
- Marcel Cerdan, 1949, bokskampioen
- 8 spelers, 3 stafleden verbonden aan de voetbalclub Manchester United en 12 anderen, 1958 (Vliegramp van München)
- 18 sporters en 16 begeleiders van de Amerikaanse delegatie voor de WK kunstschaatsen in Praag. (Vliegtuigcrash te Berg-Kampenhout)
- Rocky Marciano, 1969, bokskampioen
- Graham Hill, 1975, F1-autocoureur
- Tony Brise, 1975, F1-autocoureur; bij hetzelfde ongeluk
- Carlos Pace, 1975, F1-autocoureur, verongelukt met helikopter
- Het Stella Maris-rugbyteam uit Montevideo (Uruguay) stortte neer in de Andes. 16 van de 45 inzittenden overleefden 72 dagen door hun dode medepassagiers op te eten. Zie Andesvliegramp, 1972
- Hans Alsér, 1977, Zweeds tafeltennisser
- 17 spelers van de voetbalclub Pachtakor Tasjkent komen in 1979 om bij de vliegtuigbotsing bij Dnjeprodzerzjinsk, waaronder international Vladimir Fjodorov
- Thierry Sabine, 1986, organisator van Parijs-Dakar, verongelukt met helikopter
- 14 Nederlands-Surinaamse voetballers bij de SLM-ramp, 1989
- Het gehele nationale voetbalteam van Zambia, 1993
- Davey Allison, 1993, Nascar-autocoureur, verongelukt met helikopter
- Payne Stewart, 1999, golfspeler
- Cory Lidle, 2006, werper van de New York Yankees, vliegtuigongeluk New York 11 oktober 2006
- Colin McRae, 2007, rallycoureur en -kampioen in 1995, verongelukt met helikopter
- Piotr Nurowski, 2010, ex-tennisser omgekomen in de vliegramp bij Smolensk
- Het Lokomotiv Jaroslavl-ijshockeyteam, 2011, Jak-Service-vlucht 9633
- Fernandão, 2014, voetballer, verongelukt met helikopter
- Florence Arthaud, 2015, zeilster Helikopterbotsing bij Villa Castelli
- Camille Muffat, 2015, Frans zwemster, verongelukt bij helikoptercrash Helikopterbotsing bij Villa Castelli
- Alexis Vastine, 2015, Frans bokser, verongelukt bij helikoptercrash Helikopterbotsing bij Villa Castelli
- 19 spelers o.a Cléber Santana en Thiego, 2016, en één staflid van de Braziliaanse voetbalclub Chapecoense, zie LaMia Airlines-vlucht 2933
- Andrea Manfredi, 2018, Italiaans wielrenner, verongelukt met 188 anderen tijdens Lion Air-vlucht 610 in Indonesië
- Emiliano Sala, 2019, Argentijns voetballer, verongelukt boven Het Kanaal.
- Tuka Rocha, 2019, Braziliaans autocoureur, ongeluk in Barra Grande, overleed in ziekenhuis Salvador
- Kobe Bryant, 2020, Amerikaans basketballer, verongelukt boven Calabasas.

## Adel
- Adolf II van Schaumburg-Lippe, 1936, Mexico
- Eleonore van Solms-Hohensolms-Lich, 1937, Sabena-vlucht OO-AUB
- George Donatus van Hessen-Darmstadt, 1937, Sabena-vlucht OO-AUB
- Cecilia van Griekenland en Denemarken, 1937, Sabena-vlucht OO-AUB
- Lodewijk Ernst van Hessen-Darmstadt, 1937, Sabena-vlucht OO-AUB
- Alexander George van Hessen-Darmstadt, 1937, Sabena-vlucht OO-AUB
- Gustaaf Adolf van Zweden, 1947, Kastrup
- William van Gloucester, 1972, Wolverhampton

## Anderen
- Roald Amundsen, 1928, ontdekkingsreiziger
- Tomáš Baťa, 1932, fabrikant, zakenman, filantroop
- Francisco Escárcega, 1938, ingenieur
- Isoroku Yamamoto, 1943, Japans admiraal die de aanval op Pearl Harbor plande
- Bert Sas, 1948, militair attaché
- Judson Linsley Gressitt, 1982, Amerikaans entomoloog
- Salem bin Laden, 1987, halfbroer van Osama bin Laden
- John F. Kennedy jr., 1999, zoon van de Amerikaanse president John F. Kennedy
- David Angell, 2001, Emmy Award-winnende producent (zat in vliegtuig World Trade Center)
- Pedro Luís van Orléans-Braganza, 2009, een 26-jarige nazaat van Dom Pedro, de vroegere keizer van Brazilië.
- Maria Kaczyńska, 2010, presidentsvrouw van Polen (vliegramp bij Smolensk)
- Joep Lange, 2014, Nederlands medisch wetenschapper (Malaysia Airlines-vlucht 17)
- Christophe de Margerie, 2014 Frans CEO van de oliemaatschappij Total S.A.